# Pinkpop 2024
Pinkpop 2024 is de 53e editie van het Nederlandse muziekfestival Pinkpop en de vijfendertigste editie in Landgraaf. Het festival vond plaats op 21, 22 en 23 juni 2024.

## Pinksteren
De naam Pinkpop is afgeleid van de namen Pinksteren en Popmuziek. Alle edities tot en met 2007 vonden ook plaats tijdens Pinksteren, maar er werd daarna van afgeweken in 2008, 2010, 2013, 2015, 2016, 2018 en de edities vanaf 2022.
Ook de editie van 2020 zou niet tijdens Pinksteren plaatsvinden, maar deze werd voortijdig afgelast in verband met maatregelen tijdens de coronacrisis.

## Schema
De headliners van de verschillende dagen zijn vetgedrukt. Het nummer tussen haakjes geeft aan voor de hoeveelste keer deze artiest op Pinkpop staat.
Op 3 december 2023 werden de eerste namen, waaronder de drie headlinders, bekendgemaakt.
Op 29 januari 2024 werden 19 namen aan de line-up toegevoegd. Met de aankondiging van de laatste 21 namen, werd het programma op 29 februari gecompleteerd.

### Vrijdag 21 juni
- Måneskin (2)
- Keane (4)
- Avril Lavigne (1)
- Royal Blood (2)
- Yungblud (2)
- Acda en De Munnik (1)
- Babymetal (1)
- Cian Ducrot (1)
- Nathaniel Rateliff & The Night Sweats (1)
- Palaye Royale (2)
- Polyphia (1)
- S10 (1)
- Pommelien Thijs (1)
- Skindred (1)
- Tinlicker (1)
- Aviva (1)
- Dagny (1)
- Fleddy Melculy (1)
- Kawala (1)
- Mell VF (1)
- Nieve Ella (1)
- Jiri11 (1)

| Tijd          | South Stage (Mainstage) | North Stage | Tent stage | Stage 4 |
| ------------- | ----------------------- | ----------- | ---------- | ------- |
| 12:00 - 12:45 |                         |             | Jiri11     |         |
| 12:45 - 13:45 |                         |             |            |         |
| 13:50 - 14:50 |                         |             |            |         |
| 14:55 - 15:55 |                         |             |            |         |
| 16:00 - 17:00 |                         |             |            |         |
| 17:05 - 18:05 |                         |             |            |         |
| 18:10 - 19:10 |                         |             |            |         |
| 19:15 - 20:30 |                         |             |            |         |
| 20:35 - 21:45 |                         |             |            |         |
| 22:00 - 00:00 |                         |             |            |         |

### Zaterdag 22 juni
- Calvin Harris (1)
- Nothing But Thieves (4)
- Anouk (8)
- Louis Tomlinson (1)
- Pendulum (Live) (1)
- Against the Current (1)
- The Analogues (1)
- Corey Taylor (1)
- De Jeugd van Tegenwoordig (3)
- Douwe Bob (3)
- Froukje (2)
- John Coffey (2)
- Lauren Spencer-Smith (1)
- Matt Maltese (1)
- Oliver Heldens (2)
- Chinchilla (1)
- Dead Pony (1)
- James Marriott (1)
- The Lottery Winners (1)
- Ploegendienst (1)
- Tors (1)
- The Vices (1)
- Gideon Luciana (1)

| Tijd          | South Stage (Mainstage) | North Stage               | Tent stage           | Stage 4         |
| ------------- | ----------------------- | ------------------------- | -------------------- | --------------- |
| 12:00 - 12:50 | Joost                   |                           |                      |                 |
| 12:50 - 13:50 |                         | Douwe Bob                 |                      | Dead Pony       |
| 13:50 - 14:50 | The Analogues           |                           | Gideon Luciana       |                 |
| 14:50 - 15:50 |                         | Corey Taylor              | Matt Maltese         | Chincilla       |
| 15:50 - 16:50 | Froukje                 |                           |                      | Lottery Winnars |
| 16:55 - 17:55 |                         | De Jeugd van Tegenwoordig | Against the Current  | James Marriot   |
| 17:55 - 18:55 | Louis Tomlinson         |                           |                      |                 |
| 18:55 - 19:55 |                         | Pendulum (live)           | Lauren Spencer Smith | Ploegendienst   |
| 20:00 - 21:00 | Anouk                   |                           |                      | The Vices       |
| 21:05 - 22:20 |                         | Nothing but Thieves       | Olivier Heldens      | Tors            |
| 22:30 - 00:00 | Calvin Harris           |                           | John Coffey          |                 |

### Zondag 23 juni
- Ed Sheeran (2)
- Sam Smith (1)
- Hozier (1)
- Limp Bizkit (4)
- Greta Van Fleet (2)
- Calum Scott (1)
- Davina Michelle (2)
- Dool (1)
- Ilse Delange (4)
- The Interupters (1)
- James Arthur (2)
- Jane's Addiction (1)
- Loreen (1)
- Meute (1)
- Sea Girls (2)
- Henry Moodie (1)
- ClockClock (1)
- Gunmoll (1)
- The K's (1)
- Ruby Waters (1)
- Talk (1)
- Yin Yin (1)

| Tijd          | South Stage (Mainstage) | North Stage | Tent stage | Stage 4 |
| ------------- | ----------------------- | ----------- | ---------- | ------- |
| 12:00 - 12:50 |                         |             |            |         |
| 13:05 - 13:55 |                         |             |            |         |
| 14:00 - 15:00 |                         |             |            |         |
| 15:05 - 16:05 |                         |             |            |         |
| 16:10 - 17:10 |                         |             |            |         |
| 17:15 - 18:15 |                         |             |            |         |
| 18:20 - 19:20 |                         |             |            |         |
| 19:25 - 20:25 |                         |             |            |         |
| 20:30 - 21:55 |                         |             |            |         |
| 22:10 - 00:00 |                         |             |            |         |